# غرايز
غرايز وقد تُكتب جرايز (بالإنجليزية: Grays)‏ هي واحدةٌ من أكبر المدن في منطقة ثوروك في إسكس بإنجلترا. تقعُ المدينة على بُعد حوالي 20 ميلا (32 كم) إلى الشرق من لندن على الضفة الشمالية لنهر التمز وعلى بُعدِ حوالي 2 ميل (3.2 كـم) شرق الطريق السريع إم 25.

## التاريخ
سجَّلَ صموئيل بيبس في مذكراته أنه زار غرايز في 24 أيلول/سبتمبر 1665 ويبدو أنه اشترى الأسماك من الصيادين المحليين هناك. بحلول 23 تشرين الأوّل/أكتوبر 2019؛ عُثرَ على جثث 39 مواطنًا صينيَا في حاوية شاحنة في الجادة الشرقية من المدينة. تبيّنَ أن الشاحنة مُسجّلة في بلغاريا ويُعتقد أنها دخلت المملكة المتحدة عبرَ ميناء زيبروغ.
ألقت شرطة إسكس القبض على سائق الشاحنة الذي يبلغُ من العمر 25 عامًا والذي تعودُ أصوله لأيرلندا الشمالية وذلكَ للاشتباه في ارتكابه جريمة قتل جماعي. بدأت شرطة إسيكس مباشرةً التحقيق في الجريمة، مؤكّدةً على أن هذا هو أكبر تحقيق في القتل في تاريخ شرطة إسكس.

## أصل الاسم
ثوروك (بالإنجليزية: Thurrock)‏ هو اسمٌ سكسوني يعني «أسفل السفينة»، أمَّا كلمة «غرايز» فهي مشتقةٌ من هنري دي غراي وهوَ سليل الفارس نورمان أنشيل دي غراي الذي حصل على جائزةِ غرايز ثوروك في عام 1195 من قبل ريتشارد الأول ملك إنجلترا.

## الجغرافية
هذهِ قائمة مُصغَّرة بأقرب الأماكن لمدينة غرايز:
- أفيلاي
- برنتوود
- شادويل سانت ماري
- شافورد
- تيلبوري
- نورث ستيفورد
- أورسيت
- بورفليت
- جنوب أوكيندون
- جنوب ستيفورد
- غرب ثوروك
- باسيلدون

## المعالم

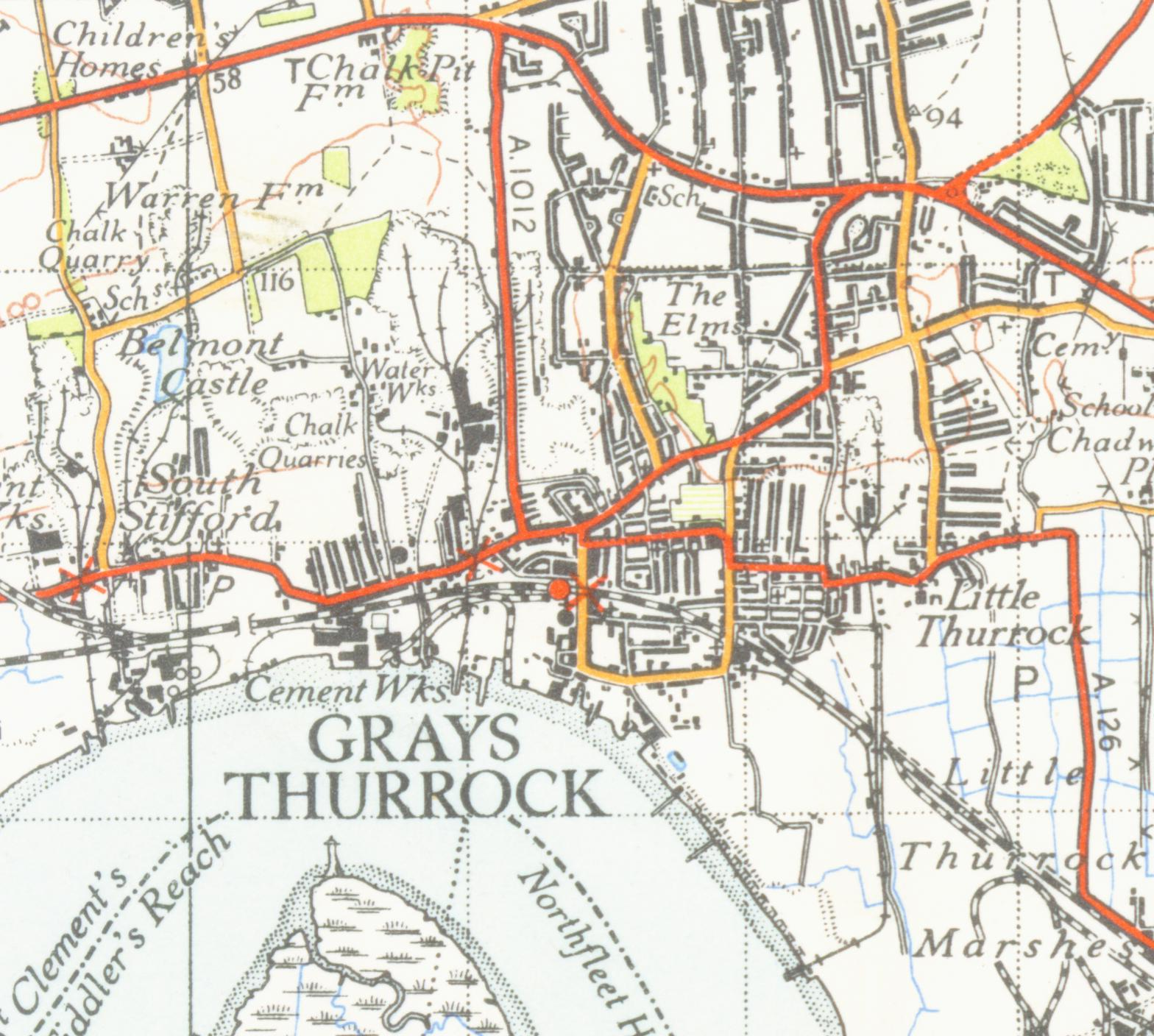
خريطة للمدينة عام 1946

تشملُ المواقع المحلية ذات الأهمية مسرح ثامسيد (بالإنجليزية: Thameside)‏ ومُتحف ثوروك (بالإنجليزية: Thurrock)‏ وشاطئ غرايز بالإضافةِ إلى السينما الحكومية التي لم تعد تُستخدم الآن. هناك أيضًا جسر ديربي رود (بالإنجليزية: Derby Road)‏ الذي يُمكن عبره رؤية نادي ثوروك لليخوت وملعب غرايز للأطفال ونهر التِمز.
بالإضافة إلى ساحة ثوروك؛ فشاطئ غرايز هو موقعُ المعالم المحلية ذا جال (بالإنجليزية: The Gull)‏ وهي عبارة عن سفينة إنارة تم بناؤها في عام 1860؛ واستقرَّت على الواجهة الأمامية لعقود وهي الآن في حالة خطيرة ومُهدَّدة بالدمار.
انتقل حرم ثوروك الجامعي بجامعة جنوب إسكس إلى مجمعٍ جديدٍ في وسط المدينة في أيلول/سبتمبر 2014. تبعدُ المدينة بحوالي 20 ميلًا (32 كم) إلى الشرق من الضفة الشمالية لنهر التمز وتبعدُ بحوالي 2 ميل (3.2 كـم) على شرق الطريق السريع إم 25.

## المواصلات
تتمتَّعُ غرايز بطرق جيّدة؛ فهي قريبةٌ من الطريق الوطني إيه 13 والطريق السريع إم 25 وكذا طريق لندن إيه 126 الذي هو الطريق الرئيسي الذي يربط وسط مدينة غرايز بمركز تسوق ليكسايد بورفليت وتيلبوري. تمرُّ محطة سكة حديد غرايز عبر مركز البناء الأساسي وتقدمها خدمات سي تو سي إلى شارع لندن فانتشيرش في الغرب وشارع شاوبورنس من الشرق.

## الرياضة
فريق كرة القدم المحلي في المنطقة هو غرايز أثلتيك (بالإنجليزية: Grays Athletic)‏ الذي فازَ ببطولة كأس الاتحاد الإنجليزي مرتين. على الجانبِ المقابل؛ تُعدّ رياضة الإبحار رياضةً شهيرةً في غرايز وذلك بفضل وجودِ المديمة على مَقربةٍ من نهر التيمز. تتمُّ معظم عمليّات الإبحار في نادي ثوروك أو في مركز جرانج واترز للتعليم في الهواء الطلق.